# Hortonia floribunda
Hortonia floribunda är en tvåhjärtbladig växtart som beskrevs av Robert Wight och George Arnott Walker Arnott. Hortonia floribunda ingår i släktet Hortonia och familjen Monimiaceae. Inga underarter finns listade i Catalogue of Life.